# Calligaster himalayensis
Calligaster himalayensis är en stekelart som först beskrevs av Cameron 1904.  Calligaster himalayensis ingår i släktet Calligaster och familjen Eumenidae. Inga underarter finns listade.